# STOMP
STOMP（原名為「英語：、意译：海峽時報網上行動印刷」）是一個新加坡的公民新聞與突發新聞網站，由新報业媒體管理。該網站於2006年推出，作為一個平台讓新加坡人分享有關本地發生事件的故事、照片和影片。它結合用戶產生的內容與新聞報導，傳遞以社區為中心的超本地新聞與人情故事。

## 歷史
STOMP於2006年6月15日由新加坡報業控股推出，作為一種創新的方式來吸引新一代讀者。STOMP旨在銜接傳統新聞與日益影響力增強的網絡媒體，鼓勵新加坡人即時投稿報導他們與社區關注的重要事件。該平台迅速受到關注，並成為揭發不當行為的首選場所。

## 爭議
STOMP的投稿者，也被稱為STOMPer，一直以來受到廣泛批評，因為他們在平台上提交帶有排外、種族歧視和性別歧視的內容。也曾出現針對國民服役軍人與公共交通乘客的虛假投稿事件。
2012年，23歲的STOMP員工Samantha Francis因提交一張地鐵列車在車門大開的情況下行駛的照片而被開除。後來證實該照片其實是她從推特上下載的。當時的新加坡報業控股英語主編Patrick Daniel向新捷運發表了道歉聲明。
2014年3月24日，一名STOMPer提交了一張照片，顯示一位國民服役人员在地鐵上沒有讓座給一位年長女性。然而，這張照片後來被證實經過剪輯。實際上男子旁邊有一個空位，但在圖片中被裁掉了。
2014年4月，一份要求關閉STOMP平台的網上聯署請願開始受到關注。截至2014年4月15日，該請願書已獲得近23,000人的簽名。請願發起人Robin Li表示：「STOMP 未能在任何不負責任的網民提交虛構故事之前，設立合理且基本的準則來糾正問題。」新加坡媒體發展管理局回應指出：「該機構不會干涉編輯立場，但若出現違反公共利益或煽動種族與宗教仇恨、不容忍的情況，將會採取堅決行動。」